# 橿原丸級貨客船
橿原丸級貨客船（かしはらまるきゅうかきゃくせん）とは、日本郵船が保有し運航を予定していた貨客船のクラス。日本政府（以下政府）と大日本帝国海軍（以下海軍）の要請によりサンフランシスコ航路向け貨客船として1939年（昭和14年）から三菱長崎造船所と川崎造船所で1隻ずつ建造が開始された。これらの船はあらかじめ、有事の際に海軍によって航空母艦（空母）に転用できるような設計がなされており、世界情勢の緊迫によって2隻とも建造半ばにして空母に改装されることとなったため、貨客船としての姿を一度も見せることはなかった。2隻は改装を経て隼鷹型航空母艦として竣工し、太平洋戦争の戦場で活躍したが、1隻は戦没して残る1隻も終戦を迎えたのち解体されて姿を消した。空母に改装されることなく竣工していれば、優秀船舶建造助成施設によって建造された新田丸級貨客船をはるかにしのぐ規模を誇り、太平洋戦争開戦前に竣工した貨客船に限定しても、同じ日本郵船の「秩父丸（鎌倉丸）」（17,526トン）をも大きく凌ぐ日本最大の貨客船となるはずであった。船名由来はそれぞれ橿原神宮と出雲大社。
本項では建造の背景や予定されていた特徴について説明する。隼鷹型航空母艦となってからの事項は当該項目を参照されたい。

## 建造までの背景
欧州航路とならぶ日本郵船の主力航路の一つであった北アメリカ航路のうちサンフランシスコ航路は、「浅間丸」（16,947トン）をはじめとする浅間丸級貨客船が依然として躍していた。競合するバンクーバー発着のカナダ太平洋汽船（CPL）は「エンプレス・オブ・ジャパン」 (RMS Empress of Japan) （26,032トン）などで、ロバート・ダラーが設立し、その一族が率いるダラー・ラインも「プレジデント・フーヴァー」 (SS President Hoover) （21,936トン）などで太平洋の覇を競っていた。このうち、ダラー・ラインは放漫経営がたたって経営が苦しくなったところに「プレジデント・フーヴァー」が1937年（昭和12年）12月に台湾火焼島で座礁沈没する不運が重なり、自社株を政府に引き渡して事業から撤退。残るは日本郵船とCPLの争いとなったが、「エンプレス・オブ・ジャパン」はとにかく快速を誇り、横浜港からホノルルまでは浅間丸級貨客船より1日早く着き、ホノルルからバンクーバーでも距離がホノルルとサンフランシスコの間よりも遠いにもかかわらず、ホノルルとサンフランシスコ間と同じ日数で到着することができた。貨物の面では高級品の絹が大阪商船の畿内丸型貨物船に代表される日本の高速ディーゼル貨物船隊に根こそぎ運ばれるなどの影響はあったが、旅客の利便の面ではCPL船隊の快速が勝っていた。
政府は1937年（昭和12年）に優秀船舶建造助成施設を施行し、逓信省から優秀船建造の意向を打診された日本郵船は助成施設を行使して7隻、計94,500トンの新造優秀貨客船を建造することとなり、これは日本郵船が計画していた25隻25万トンにおよぶ大建造計画の一角をなした建造計画で欧州航路向けの新田丸級貨客船3隻、シアトル航路および豪州航路向けの三池丸級貨客船4隻の整備が決まった。おりしも東京オリンピックが1940年（昭和15年）に開催されることが決まり、超大型貨客船建造の機運が高まりつつあった。旗振り役は海軍であり、海軍は1936年（昭和11年）の時点で「24,000排水トン、最大速力24ノット、有事の際には空母へ改装」を条件とする貨客船の建造を逓信省に要請したものの、この時は建造案の帝国議会への提出にはいたらなかった。昭和12年に改めて「26,000から27,000総トン、半載状態で23ノット、有事の際には3か月で空母に改装」という条件で建造案が検討され始め、助成割合について逓信省が主張する8割案と大蔵省が主張する5割案で対立があったが、日本海軍が折衷案として6割案を提示して妥結した。これが「大型優秀船建造助成施設」である。政府は1938年（昭和13年）3月、表向きは「サンフランシスコ航路の代替船」ということにして、日本郵船に建造を命じた。
ところが、当の日本郵船はあまり乗り気ではなかった。1隻あたり2,400万円の建造費に対する助成金が8割から6割に下がったことや当時のニーズ、採算性、そして自社の資金繰りの事情を勘案して、27,000総トンもの大型貨客船が必ずしも必要ではないと判断していたからである。日本政府は日本郵船の憂慮を察したのか、運航上の損失の補償を補助する内約をとりつけて日本郵船から建造の受諾を引き出した。これが橿原丸級貨客船である。なお、大阪商船出身の海事史家である野間恒は、「日本郵船が断れば、建造話は大阪商船に持ち込まれるだろうから、苦慮の上に面子をかけて建造案を受諾した」という趣旨の話を述べているが、建造案を受諾するかどうかで苦慮したことは確実としても、大阪商船云々の件についての話の出所は不明である。また、建造に際しては日本郵船は2隻とも三菱長崎造船所で建造する計画であったが、日本海軍の意向もあって1隻は川崎造船所に発注されることとなった。日本郵船が川崎造船所に貨客船の建造を依頼するのは、1914年（大正3年）竣工の「八阪丸」（10,932トン）以来のことであった。

## 一覧
| 船名   | 起工           | 進水              | 竣工              | 出典   |
| ------ | -------------- | ----------------- | ----------------- | ------ |
| 橿原丸 | 1939年3月20日  | （1941年6月26日） | （1942年5月5日）  | [ 12 ] |
| 出雲丸 | 1939年11月30日 | （1941年6月26日） | （1942年7月31日） | [ 13 ] |

## 特徴

### 船体と船内設備
建造に際し、日本郵船ではモデルシップとして北ドイツ・ロイドの「ブレーメン」 (SS Bremen) （51,656トン）を選び、特に構造方式を建造の参考とした。設計そのものは三菱長崎造船所と平賀譲造船中将率いる日本海軍のメンバーが行い、三菱長崎造船所側が策定した計画要目のうち、船客定員は日本海軍の手によって大きく減ぜられることとなった。船体は新田丸級貨客船や大阪商船あるぜんちな丸級貨客船と同様に、空母への改装を念頭に置いた配置となって商船としての艤装工事に影響を与えた。船体の最大の特徴は、商船として初めてバルバス・バウを採用したことであり、一部には防御のための二重外板を設置した。各甲板の構成は、大まかには以下のとおりであった。
- 最上甲板（航海船橋甲板）：操舵室、船長室、無線室、非常発電機室、送風機室、子ども室、運動室、サンデッキ
- 短艇甲板：オーニング、士官居住区、プール用明り取り切欠き
- 遊歩甲板：一等喫煙室および付設エントランス・ホール、ギャラリー、読書室、一等ラウンジおよび付設エントランス・ホール、水泳プール、運動室、脱衣室、オーニング、カーゴ・ハッチ（2基）
- 船楼甲板：カーゴ・ハッチ、2人用一等客室、特別室、貴賓室、一等および二等インターチェンジャブル客室およびエントランス、二等喫煙室、子ども室、運動室、二等プール
- 遮浪甲板：ウインドラス、キャプスターン、カーゴ・ハッチ、三等エントランス、三等喫煙室、三等ラウンジ、三等客室、一等客室および特別室、一等および二等インターチェンジャブル客室、二等客室、理髪室、事務室、美容室、二等エントランス、二等ラウンジ三等プロムナード
- 上甲板：キャプスターン・エンジン・ルーム、三等居住区、一等客室、大サロン、二等客室、三等遊歩場、三等喫煙室、病室、バー
- 第二甲板：三等客室、ダイニング・サロン、調理室、診療室、船内郵便局、乗組員居住区

新田丸級貨客船では一等客室は短艇甲板や遊歩甲板など上部に位置して眺望の便宜が図られたが、橿原丸級貨客船では船楼甲板より下に配されており、一歩後退した感があった。それでもサービス部門の充実に重きが置かれ、衛生設備や賄設備はもちろんのこと、冷暖房装置設置も、新田丸級貨客船に続いて一等および二等公室、理髪室および特別室などに導入される予定であった。浴室や洗面器、便器も東洋陶器の手によって「飽かせず嫌な感じを起さない」デザインのものが導入された。時節柄、設備機器は極力国産品の使用が図られたが、海水を使った消火装置のみは試験採用の意味合いもあって、イギリスに発注している。

### 装飾
日本郵船では、三菱長崎造船所で建造の「橿原丸」と川崎造船所で建造の「出雲丸」の間で装飾の程度に差が出ないよう、互いに緊密に連絡を取り合うようにした。また、装飾その他の参考にするため「ブレーメン」をはじめ「ノルマンディー」 (SS Normandie) 、「クイーン・メリー」 (RMS Queen Mary) などといった大西洋航路の豪華客船に視察団を派遣することとなり、1939年（昭和14年）8月に三菱長崎造船所から2名、川崎造船所から3名、日本郵船からもメンバーが出されてヨーロッパに派遣された。あるぜんちな丸級貨客船と新田丸級貨客船に続き、橿原丸級貨客船においても、「日本文化を世界に示そう」という意気のもとに当代一の設計家に公室の設計を依頼した。設計の担当は以下のとおりであった。
- 一等舞踏室・一等喫煙室：村野藤吾
- 一等入口広間および回廊：吉武東里
- 一等社交室：中村順平
- 一等読書室：久米権九郎
- 一等プール：前川國男
- 両舷特別室：岡本馨[注釈 2]
- 両舷特別食堂および一等食堂その他：髙島屋
- 二等社交室・二等喫煙室および二等食堂その他：三菱長崎造船所

以上の面々が装飾を手掛けた橿原丸級貨客船のグレードは、太平洋戦争前の日本商船の中では最上級のものであり、単純に比較すれば新田丸級貨客船の一等グレードが橿原丸級貨客船の二等グレードと同等であった。一等公室はとにかく広大なスペースを誇り、部屋の大きさもさることながら窓も「船の窓」とは思えないような特大サイズのものの使用が考えられていた。上記に挙げた部屋以外の装飾は造船所が担当し、これは「橿原丸」、「出雲丸」共通であった。

### 機関・発電機
機関も新田丸級貨客船と同様に、建造の時点で有事の際の空母への改装を予定していたためタービン機関が採用された。ライバルとなるはずであった「エンプレス・オブ・ジャパン」もタービン機関であり、2万馬力以上の出力を出すにはタービン機関、というのが当時の常識で、機関室スペースの減少に伴う客室配置設計の容易さというメリットもあった。しかも、橿原丸級貨客船に搭載されたタービン機関は商船用としては当時破格の性能であり、特にボイラーに関しては太平洋戦争終結まで出力記録を更新するものが登場しなかった。
なお、橿原丸級貨客船で使用される発電機は三菱長崎建造の「橿原丸」も川崎造船所製のものを搭載したが、機関はそれぞれの造船所が製作し、「橿原丸」は三菱ツェリー式4気筒複流タービン2基、「出雲丸」は川崎式タービン2基を搭載している。出力は1基あたり28,125馬力と同等であるが、機関の蒸気温度とボイラーの副気缶の数値が若干異なる。ただし、実質的な性能は大差なかった。

## 幻の貨客船・空母へ
橿原丸級貨客船は「紀元二千六百年記念事業」の一環で建造されたが、折から日本海軍は1941年（昭和16年）度戦時編成の策定を控え、民間船舶の大量徴傭に踏み切るかどうかの最後の決断を迫られていた。1940年（昭和15年）10月、日本海軍は橿原丸級貨客船を空母に転換することを決定し、11月8日付で「出雲丸」を第1001番艦、「橿原丸」を第1002番艦とした。さらに編成の実施時期から逆算して竣工を待って特設空母とするには時間的余裕がなくなったと判断され、1941年（昭和16年）1月21日付で日本海軍による橿原丸級貨客船の買収が決定。「橿原丸」の建造命令が2月10日、「出雲丸」の建造命令が2月15日にそれぞれ取り消され、2隻合わせて48,346,000円の金額で買収が行われた。建造中止の時点で「橿原丸」は上甲板まで完成していた。また、東洋陶器製の1基500円の浴槽は防火水槽に転用された。買収時点では開戦のもくろみは不透明であり、不要と判断された場合の措置は別途研究とされた。やがて「出雲丸」改め第1001番艦は空母「飛鷹」、「橿原丸」改め第1002番艦は空母「隼鷹」として竣工した。
かくして橿原丸級貨客船は「幻の船」となった。橿原丸級貨客船が無事に竣工していれば、太平洋戦争前のすべての日本の商船、貨客船はおろか捕鯨母船も抜き去って最大の船となっていたのは確実であり、その大きさは日本におけるクルーズ客船と比較しても遜色のないものであった。また、「エンプレス・オブ・ジャパン」をも抜いて文字通り「太平洋の女王」に君臨するはずであった。
戦後に三菱長崎造船所で建造された飛鳥は橿原丸を意識した設計となっている。
| 船名                 | トン数                        | 全長                    | 全幅    | 備考・出典（当該項も参照のこと） |
| -------------------- | ----------------------------- | ----------------------- | ------- | -------------------------------- |
| 橿原丸               | 27,700トン（計画） 28,950トン | 220.0 m Loa 206.0 m Lpp | 26.70 m |                                  |
| 出雲丸               | 27,700トン（計画）            | 220.0 m Loa 206.3 m Lpp | 26.70 m |                                  |
| 飛鳥                 | 28,856トン                    | 190.0 m Loa 160.0 m Lpp | 24.7 m  | 2006年海外売却                   |
| 飛鳥II               | 50,142トン                    | 241.0 m Loa 205.0 m Lpp | 29.6 m  | [ 35 ]                           |
| にっぽん丸（3代目）  | 22,472トン                    | 166.60 m Loa            | 24.0 m  | [ 36 ]                           |
| ぱしふぃっくびいなす | 26,594トン                    | 183.4 m Loa             | 25.0 m  | [ 37 ]                           |
| おりえんとびいなす   | 21,884トン                    | 174.0 m Loa             | 24.0 m  | 2005年海外売却                   |
| ふじ丸               | 23,235トン                    | 167.0 m Loa             | 24.0 m  | [ 39 ]                           |

## 要目一覧（予定）
| 船名   | 総トン数/ (載貨重量トン数)                    | 全長/垂線間長            | 型幅    | 型深    | 主機/馬力（最大）                                             | 主補缶                                    | 最大速力     | 旅客定員                            | 備考・出典           |
| 橿原丸 | 27,700トン（計画） 28,950 トン （10,415トン） | 220.0 m Loa 206.0 m Lpp  | 26.70 m | 13.90 m | 三菱ツェリー型4気筒複流タービン機関2基2軸 56,250 馬力（最大） | 水管式気缶6缶 ハウデン・ジョンソン気缶2缶 | 25.5 ノット  | 一等：220名 二等：120名 三等：550名 | [ 40 ] [ 41 ]        |
| 出雲丸 | 27,700 トン（計画）                           | 220.0 m Loa 206.30 m Lpp | 26.70 m | 13.90 m | 川崎型タービン機関2基2軸 56,630 馬力（最大）                  | ラモント缶6缶 補助スコッチ気缶2缶         | 25.63 ノット | 一等：220名 二等：120名 三等：550名 | [ 41 ] [ 42 ] [ 43 ] |